# Eupithecia moirata
Eupithecia moirata är en fjärilsart som beskrevs av Samuel E. Cassino och Louis W. Swett 1919. Eupithecia moirata ingår i släktet Eupithecia och familjen mätare. Inga underarter finns listade i Catalogue of Life.